# Tanya Stephens
Vivienne Tanya Stephenson (Saint Mary, 2 juli 1973) is een Jamaicaanse zangeres uit de reggae- en dancehall-wereld.

## Levensloop
Stephenson werd geboren als tweede jongste van zeven kinderen. Ze groeide daar dan ook de rest van haar jeugd op. Iedereen in haar familie luisterde veel naar muziek, en daar begon dan ook haar bewondering voor alle verschillende muziekgenres. Zelf luisterde ze ook graag naar muziek, maar daar bleef het niet bij. Ze begon haar zangtalent te ontdekken toen ze in de straat met vrienden wat aan het zingen was. Zo kwam muziek haar grote passie, en was ze een van de weinigen die na haar school haar dromen kon waarmaken door in de muziekwereld te stappen.

### Carrière
Toen ze klein was, kreeg ze veel verschillende soorten muziek met zich mee, maar voor haar carrière besloot ze om voor het reggaegenre te gaan. Voor Noel Brownie haar het eerste platencontract aanbood, schreef ze al haar liedjes zelf. Maar ze was toen te verlegen om die uit te brengen. Aanvankelijk gingen haar liedjes veelal over liefde, maar ze is ook niet bang om de maatschappij waarin we leven aan te klagen. Op haar laatste album Rebelution roept ze op tot een mentaliteitsverandering, en bespreekt ze zaken als alcoholisme, jeugdwerkeloosheid en de rolverhouding tussen mannen en vrouwen.
Haar doorbraak moest in 1993 komen met het liedje Is this for real, maar dat sloeg niet aan zoals verwacht. Ze bleef zo goed als uit de publiciteit tot ze in 1994 haar eerste volledige album uitbracht. Daarmee kreeg ze de aandacht van de media en vanaf toen werd Tanya Stephens gezien als een van de meest invloedrijke dames uit de reggaewereld. Sindsdien heeft ze nog een paar albums uitgebracht die niet aansloegen bij het grote publiek, maar wel bij reggaeliefhebbers.
- Bibliothèque nationale de France: cb14229892b (data)
- Gemeinsame Normdatei: 135294851
- International Standard Name Identifier: 0000 0000 7840 6546
- Library of Congress Control Number: no2008159680
- MusicBrainz: 2eef73b4-a222-4669-9f2c-7284b076e9c7
- Nationale Bibliotheek van Tsjechië: xx0084518
- Virtual International Authority File: 46973385
- WorldCat: E39PBJwdjCXcK7wj4TpkFBV9jC